# 길구
강길구(1983년 6월 20일 ~ )는 대한민국의 가수이자 2인조 남성 그룹 길구봉구의 멤버이다.

## 학력
- 백제예술대학교 실용음악과 졸업

## 출연작
- 2018년 MBC 《미스터리 음악쇼 복면가왕》... 닮아도 너무 닮았네 달마대사 <참가자>
- 2018년 JTBC 《투유 프로젝트 - 슈가맨》

## 경력
- 서울예술실용전문학교 실용음악계열 강사
- 한국연예사관학교 실용음악예술학부 겸임교수